# 佩氏鳳䲁
佩氏鳳䲁（學名：Salarias patzneri），又稱佩氏唇齒䲁，為輻鰭魚綱鳚形目䲁科鳳䲁屬的一種，分布於中西太平洋澳洲、印尼及菲律賓海域，深度0至5公尺，本魚體延長略側扁，頭短鈍，上下唇光滑，身體有8對不規則的橄欖褐色條紋和許多小白點，特別是在身體前半部分，胸部有一個大的白斑，喉嚨上有2個大的黑點，背鰭硬棘12枚、背鰭軟條17-18枚、臀鰭硬棘2枚、臀鰭軟條19枚，體長可達5.5公分，棲息在沿海的珊瑚礁，雌魚產附著性卵，雄魚有護卵行為，幼魚為浮游性，生活習性不明。